# Helicobacter acinonychis
Helicobacter acinonychis (лат.) — вид грамотрицательных спиралевидных бактерий из семейства Helicobacteraceae порядка Campylobacterales.
Растёт в микроаэрофильных условиях. Впервые была выделена из желудка гепарда (Acinonyx jubatus), страдающего гастритом, из-за чего этиологически связана с этим заболеванием у данного вида.